# 東山公園駅 (鳥取県)
東山公園駅（ひがしやまこうえんえき）は、鳥取県米子市車尾にある、西日本旅客鉄道（JR西日本）山陰本線の駅である。運転系統上は伯備線列車も乗入れ、利用可能。

## 歴史
- 1992年（平成4年）11月14日：駅建設工事に着手[1]。
- 1993年（平成5年）3月18日：山陰本線伯耆大山駅 - 米子駅間に新設[2]。
- 2016年（平成28年）12月17日：ICカード「ICOCA」の利用が可能となる [3][広報 1]。ICカード専用簡易改札機で対応。

## 駅構造
相対式ホーム2面2線を有する地上駅。分岐器や絶対信号機を持たないため、停留所に分類される。ホームは盛土上にあり、下りホーム（2番のりば）側に入口があり、上りホーム（1番のりば）へは無蓋跨線橋で連絡している。米子駅管理の無人駅。入口付近に乗車駅証明書発行機が設置されていたが、2014年1月に使用停止となり、後に撤去された。
当駅は無人駅だが、平日朝の時間帯に限り、JR西日本の駅係員が派遣され、改札業務を行っている（※博労町駅と越前花堂駅も同様）。

### のりば
| のりば | 路線                     | 方向 | 行先           |
| ------ | ------------------------ | ---- | -------------- |
| 1      | 山陰本線                 | 上り | 倉吉・鳥取方面 |
| 1      | 伯備線                   | 上り | 新見・岡山方面 |
| 2      | 山陰本線 （ 伯備線含む） | 下り | 米子・松江方面 |

## 利用状況
| 1日乗降人員推移 | 1日乗降人員推移 |
| 年度            | 1日平均人数     |
| --------------- | --------------- |
| 2007年          | 426             |
| 2008年          |                 |
| 2009年          |                 |
| 2010年          |                 |
| 2011年          | 497             |
| 2012年          | 552             |
| 2013年          | 587             |
| 2014年          | 604             |
| 2015年          | 640             |
| 2016年          | 708             |
| 2017年          | 748             |
| 2018年          | 746             |
| 2019年          | 684             |
| 2021年          | 586             |

## 駅周辺
- 米子市東山運動公園（どらやきドラマチックパーク米子）[1]
  - 米子市営東山陸上競技場
  - 米子市民球場
- 米子市市民体育館
- 米子車尾郵便局
- 米子中島簡易郵便局
- 鳥取銀行 米子東支店
- 鳥取県立米子東高等学校
- 米子市立東山中学校
- 米子市立車尾小学校
- 米子市立明道小学校
- 菅公学生服米子工場
- 国道9号
- まるごう 米子南店
- マルイ 車尾店
- 国立病院機構米子医療センター

## イベント
近くの米子市民球場でプロ野球公式戦が行われる時と、東山運動公園でガイナーレ鳥取の公式戦が行われる時は、当駅が最寄駅となるため大変混雑する。その当日は、快速「とっとりライナー」が当駅にも停車する時がある。
2014年（平成26年）5月13日 - 14日、2010年（平成22年）6月22日 - 23日以来約3年11ヶ月ぶりに米子市民球場でプロ野球公式戦が開催された際には、快速のみならず特急「やくも」も一部が臨時停車した。

## 隣の駅
西日本旅客鉄道（JR西日本）
 山陰本線・ 伯備線（伯備線は伯耆大山駅まで山陰本線）
■快速「とっとりライナー」
通過
■普通
伯耆大山駅 - 東山公園駅 - 米子駅

### 広報資料・プレスリリース等1次資料
1. ↑  山陰線（出雲市～伯耆大山駅間）、伯備線（根雨駅、生山駅、新見駅）ICOCAご利用開始日・自動改札機ご利用開始日決定! - 西日本旅客鉄道（2016年10月18日付）